# SK Dinamo Tbilissi
Maillots
Le Sapekhbourto Kloubi Dinamo Tbilissi (géorgien : საფეხბურთო კლუბი დინამო თბილისი ; traduction en français : Football Club Dinamo Tbilissi), plus couramment abrégé en Dinamo Tbilissi, est un club géorgien de football fondé en  1925 et basé à Tbilissi, la capitale du pays.
Il est l'une des sections du club omnisports du Dinamo Tbilissi.
Membre – comme son nom l'indique – de la section sportive Dinamo, le Dinamo Tbilissi a été l'un des clubs importants du championnat d'Union soviétique, qu'il intègre dès 1936 et dont il n'a jamais été relégué (à l'instar du Dynamo Moscou et du Dynamo Kiev). Abonné aux places d'honneur, il est malgré tout le club le plus titré du championnat soviétique après les clubs moscovites et le Dynamo Kiev. Son plus grand succès international est la Coupe d'Europe des vainqueurs de coupe remportée en 1981, sous la direction de l'entraîneur emblématique Nodar Akhalkatsi.
Depuis la chute de l'Union Soviétique, le club évolue en championnat de Géorgie, dont il est devenu naturellement le club le plus titré, avec dix-neuf championnats et treize coupes remportés depuis 1990.

## Historique

### Les premières années
L'histoire du club débute à l'automne 1925, quand le club local affilié à la société Dynamo décide de monter un club de football, comme il s'en monte à travers toute l'Union soviétique. En 1927, une structure de formation est mise en place sous l’appellation « Norchi Dinamoeli » en français : « les jeunes du Dinamo », qui fournit bientôt au club de nombreux joueurs de talent. Dans les premières années, il n'existe pas de championnat et le club dispute uniquement des matchs amicaux. Le premier connu l'oppose au Dinamo Bakou en janvier 1926 (0-1).

### Intégration au championnat soviétique
Malgré ses bons résultats en matchs amicaux, le Dinamo Tbilissi n'intègre que le « Group B » (la deuxième division) du championnat soviétique à sa création en 1936. Emmené par Boris Paichadze, l'équipe remporte le tournoi du printemps 1936 (en) (avec cinq victoires et un nul en six matchs), obtenant ainsi sa promotion dans le groupe A dès l'automne.
Son premier championnat parmi l'élite débute par un match nul face au Dinamo Kiev (2-2), quelques jours avant de remporter sa première victoire sur le terrain du FK Spartak Moscou (0-1), futur champion. En lutte pour le titre, le Dinamo termine finalement à la troisième place (sur huit) ; en parallèle, il atteint la finale de la Coupe d'Union soviétique, où il s'incline devant le Lokomotiv Moscou (0-2). Cette saison présage les futures résultats du club : souvent performants mais rarement vainqueurs. Alors qu'il pratique un des meilleurs jeux du championnat, il ne parvient pas à remporter de trophée, battu de nouveau en finale de la coupe en 1937 et terminant à la deuxième place du championnat en 1939 et 1940.
Au retour de la guerre, le Dinamo intègre l'attaquant Avtandil Gogoberidze, qui va devenir un emblématique du club en inscrivant 127 buts (en 341 matchs), sur quatorze saisons. Sous l'influence d'Andro Zhordania (entraîneur par intermittence entre 1945 à 1961), le club termine à cinq reprises sur le podium du championnat soviétique (3e en 1946, 1947, 1950, 1959 et 1962, 2e en 1951 et 1953).
Dirigé par Gogoberidze et Gavriil Kachalin, le Dinamo remporte finalement le championnat soviétique en 1964. Malgré une série de quinze matchs sans défaite, le club termine à égalité de points avec le FK Torpedo Moscou, qu'il bat (4-1) lors d'un match d'appui disputé à Tachkent, en Ouzbékistan. Le groupe est composé de Sergey Kotrikadze, B. Sichinava, Guram Petriashvili, Jemal Zeinklishvili, Guram Tskhovrebov (en), Givi Chokheli, Murtaz Khurtsilava (capitaine de l'équipe nationale), V. Rekhviashvili, Georgi Sichinava, S. Iamanidze, Slava Metreveli, Vladimir Barkaya (en), Mikhaïl Meskhi, I. Datunashvili, A. Apshiev, dont certains sont ou deviennent internationaux. Le magazine France Football écrit à cette époque « Le Dinamo a des grands joueurs, de la technique, du talent, et de l’intelligence. En Europe de l’Est, c’est la meilleure représentation du football sud-américain. ». Le journaliste rajoute que le Dinamo Tbilissi mettrait certainement fin à l'hégémonie des Espagnols et Italiens sur les compétitions européennes si le club soviétique pouvait y participer, ce qui n'était pas encore le cas.
Par la suite, des joueurs de talent tels que Revaz Dzodzouachvili, Kakhi Asatiani, Gocha Gavasheli, Piruz Kanteladze ou encore Givi Nodia renforcent l'équipe, qui obtient de nouvelles places d'honneur (3e du championnat en 1967, 1969, 1971 et 1972).

### La découverte de l'Europe
Le Dinamo Tbilissi découvre la compétition européenne avec sa qualification pour la coupe UEFA 1972-1973. Opposés aux Néerlandais du FC Twente au premier tour, les Soviétiques l'emportent 3-2 à l'aller (grâce à deux buts de Nodia et un de David Kipiani) mais perdent 2-0 au retour et sont éliminés. L'année suivante, dans la même compétition, les Géorgiens éliminent le PFC Slavia Sofia et l'OFK Belgrade avant de s'incliner face à Tottenham Hotspur FC en huitième de finale.
En 1975-1976, Nodar Akhalkatsi, ancien joueur du Lokomotiv Tbilissi, est recruté comme entraîneur. Il parvient à mettre en place un jeu vif et technique qui va faire connaître au Dinamo Tbilissi sa période la plus glorieuse. Vainqueur de la coupe d'Union soviétique en 1976, grâce à une victoire sur Ararat Erevan (3-0), puis en 1979 (face au Dinamo Moscou), le Dinamo remporte surtout un deuxième titre de champion d'Union soviétique en 1978.
Le Dinamo multiplie par conséquent les aventures européennes : en 1977, le Dinamo est opposé à l'Inter Milan au premier tour de la Coupe UEFA : les Italiens sont défaits à domicile (0-1) et ne parviennent pas à remonter le score au retour(0-0). Après avoir écarté les Danois de Kjøbenhavns Boldklub, le Dinamo s'incline face aux Suisses du Grasshopper Club Zurich. L'année suivante, c'est le SSC Naples qui fait les frais du jeu soviétique au premier tour. En 1979, le club dispute pour la première fois la Coupe d'Europe des clubs champions. Opposés aux Anglais de Liverpool FC au premier tour, ils s'inclinent à Anfield (1-2) mais se qualifient grâce à une victoire 3-0 à Tbilissi, devant près de 100 000 spectateurs,. Au deuxième tour, ils sont éliminés par les Allemands du Hambourg SV, futur finaliste de la compétition.
L'année suivante, le Dinamo est qualifié pour la Coupe d'Europe des vainqueurs de coupe. Les soviétiques éliminent les Anglais de West Ham United en quart de finale (4-1, 0-1) puis les Néerlandais du Feyenoord Rotterdam (3-0, 0-2). Ils affrontent en finale le FC Carl Zeiss Iéna, club est-allemand, le 13 mai 1981 à Düsseldorf. Le onze géorgien, composé de Otar Gabelia (en), Tamaz Kostava (en), Aleksandr Chivadze (cap.), Nodar Khisanishvili (en), Georgi Tavadze, Zaur Svanadze (remplacé par Nugzar Kakilashvili), Tengiz Sulakvelidze, Vitaly Daraselia, Vladimir Gutsaev, David Kipiani et Ramaz Shengelia, l'emporte 2-1 grâce à des buts de Gutsaev et Daraselia, malgré l'ouverture du score est-allemande. Le Dinamo devient à cette occasion le champion européen le plus oriental.
Cette victoire lui vaut de défendre son titre l'année suivante : après avoir écarté Grazer AK, le SC Bastia et le Legia Varsovie, les Géorgiens s'inclinent face aux Belges du Standard de Liège en demi-finale de la coupe des vainqueurs de coupe.
Cette dernière aventure clôt une décennie de résultats exceptionnels. Bientôt les joueurs cadres partent ou prennent leur retraite sportive, Daraselia se tue prématurément en 1982. Le talent des jeunes joueurs formés (Otar Korghalidze (en), Guia Gourouli, Merab Zhordania, etc.) ne compense pas ces départs et le club obtient des résultats de plus en plus ordinaires. Le club ne dispute plus de finale de coupe soviétique après 1980 et ne termine plus sur le podium du championnat soviétique après 1981.
À partir de 1983 et le départ de l'entraîneur Akhalkatsi, le déclin du club est patent même s'il parvient à conserver sa place dans l'élite soviétique. Seule éclaircie, la qualification pour la Coupe UEFA 1987-1988, qui voit les Géorgiens accéder aux huitièmes de finale, où ils sont éliminés par le Werder Brême.
Le Dinamo Tbilissi dispute finalement son 1424e et dernier match de championnat soviétique le 27 octobre 1989 face au Dinamo Kiev (2-2) ; ce match fait écho à la première rencontre disputée dans la compétition par le Dinamo Tbilissi, 53 ans plus tôt. Quelques semaines plus tard, la fédération de Géorgie de football nouvellement créée décide de se retirer du championnat soviétique et d'organiser ses propres compétitions.

### Le grand club géorgien
Le Dinamo Tbilissi est de très loin le club le plus prestigieux du championnat de Géorgie (appelé Umaglesi Liga) nouvellement créé.
Renommée Iberia Tbilissi (pendant un peu plus de deux ans), l'équipe perd le premier match de son histoire dans la compétition face à Kolkheti 1913 Poti (0-1) en mars 1990 mais remporte les... dix premières éditions du championnat, de 1990 à 1999. En coupe de Géorgie, le Dinamo manque le premier trophée avant d'emporter les six suivants (de 1992 à 1997).
Qualifiés chaque année pour les compétitions européennes, les Géorgiens peinent à retrouver leur prestige d'antan. Lors de la Coupe UEFA 1996-1997, ils passent trois tours avant d'être écartés par les Portugais de Boavista en seizième de finale.
Sur la scène nationale, le Dinamo Batoum est le premier à briser l'hégémonie des Bleus et Blancs en Coupe, en 1998, deux ans avant que le Torpedo Koutaïssi ne fasse de même en championnat. La difficile situation économique de la Géorgie provoque le départ des joueurs importants du club pour l'Europe de l'Ouest, ce qui conduit le Dinamo Tbilissi à rentrer peu à peu dans le rang au niveau national, et à décrocher au niveau continental.
Dans les années 2000, le club reste malgré tout une des principales équipes de Géorgie, dont il remporte trois éditions du championnat (en 2003, 2005 et 2008) et de la coupe (en 2003, 2004 et 2009).
Les succès continuent lors de la décennie suivante avec quatre titres de champion (2013, 2014, 2016 et 2019) et quatre coupes nationales (2013, 2014, 2015 et 2016).

## Bilan sportif

### Palmarès
| Période géorgienne | Période soviétique |
| --- | --- |
| - Championnat de Géorgie (19) : - Champion : 1990, 1991, 1991-1992, 1992-1993, 1993-1994, 1994-1995, 1995-1996, 1996-1997, 1997-1998, 1998-1999, 2002-2003, 2004-2005, 2007-2008, 2012-2013, 2013-2014, 2015-2016, 2019, 2020 et 2022. - Coupe de Géorgie (13) : - Vainqueur : 1991-1992, 1992-1993, 1993-1994, 1994-1995, 1995-1996, 1996-1997, 2002-2003, 2003-2004, 2008-2009, 2012-2013, 2013-2014, 2014-2015 et 2015-2016. - Finaliste : 1997-1998, 2009-2010 et 2024. - Supercoupe de Géorgie (9) : - Vainqueur : 1996, 1997, 1999, 2005, 2008, 2014, 2015, 2021 et 2023. - Finaliste : 1998, 2009, 2013 et 2020. - Coupe de la CEI (1) : - Vainqueur : 2004. - Finaliste : 1995. | - Coupe d'Europe des vainqueurs de coupe (1) : - Vainqueur : 1980-81. - Championnat d'Union soviétique (2) : - Champion : 1964 et 1978. - Vice-champion : 1939, 1940, 1951, 1953 et 1977. - Coupe d'Union soviétique (2) : - Vainqueur : 1976 et 1979. - Finaliste : 1936, 1937, 1946, 1960, 1970 et 1980. - Championnat d'Union soviétique de deuxième division (1) : - Champion : 1936 (printemps). |

### Classements en championnat
La frise ci-dessous résume les classements successifs du club en championnat d'Union soviétique.
La frise ci-dessous résume les classements successifs du club en championnat de Géorgie.

### Bilan par saison
Légende
- Vainqueur de la compétition
- Vice-champion ou finaliste de la compétition
- Troisième de la compétition
- Promotion en division supérieure
- Relégation en division inférieure

#### Période soviétique
| Saison           | Championnat             | Championnat             | Championnat             | Championnat             | Championnat             | Championnat             | Championnat             | Championnat             | Championnat             | Championnat             | Coupe d'URSS            | Coupes d'Europe         | Coupes d'Europe         |
| Saison           | Division                | Pos                     | Pts                     | J                       | V                       | N                       | D                       | BP                      | BC                      | Diff                    | Coupe d'URSS            | C                       | Résultat                |
| ---------------- | ----------------------- | ----------------------- | ----------------------- | ----------------------- | ----------------------- | ----------------------- | ----------------------- | ----------------------- | ----------------------- | ----------------------- | ----------------------- | ----------------------- | ----------------------- |
| 1936 (printemps) | 2e                      | 1er                     | 17                      | 6                       | 5                       | 1                       | 0                       | 19                      | 4                       | +15                     | Finale                  | —                       | —                       |
| 1936 (automne)   | 1re                     | 3e                      | 16                      | 7                       | 3                       | 3                       | 1                       | 14                      | 9                       | +5                      | Finale                  | —                       | —                       |
| 1937             | 1re                     | 4e                      | 34                      | 16                      | 7                       | 4                       | 5                       | 30                      | 24                      | +5                      | Finale                  | —                       | —                       |
| 1938             | 1re                     | 6e                      | 31                      | 25                      | 11                      | 9                       | 5                       | 53                      | 38                      | +15                     | Demi-finales            | —                       | —                       |
| 1939             | 1re                     | 2e                      | 33                      | 26                      | 14                      | 5                       | 7                       | 60                      | 41                      | +19                     | Demi-finales            | —                       | —                       |
| 1940             | 1re                     | 2e                      | 34                      | 24                      | 15                      | 4                       | 5                       | 56                      | 30                      | +26                     | —                       | —                       | —                       |
| 1941-1943        | Seconde Guerre mondiale | Seconde Guerre mondiale | Seconde Guerre mondiale | Seconde Guerre mondiale | Seconde Guerre mondiale | Seconde Guerre mondiale | Seconde Guerre mondiale | Seconde Guerre mondiale | Seconde Guerre mondiale | Seconde Guerre mondiale | Seconde Guerre mondiale | Seconde Guerre mondiale | Seconde Guerre mondiale |
| 1944             | —                       | —                       | —                       | —                       | —                       | —                       | —                       | —                       | —                       | —                       | Huitièmes de finale     | —                       | —                       |
| 1945             | 1re                     | 4e                      | 26                      | 22                      | 9                       | 8                       | 5                       | 37                      | 22                      | +15                     | Quarts de finale        | —                       | —                       |
| 1946             | 1re                     | 3e                      | 33                      | 22                      | 15                      | 3                       | 4                       | 47                      | 26                      | +21                     | Finale                  | —                       | —                       |
| 1947             | 1re                     | 3e                      | 33                      | 24                      | 14                      | 5                       | 5                       | 57                      | 30                      | +27                     | Quarts de finale        | —                       | —                       |
| 1948             | 1re                     | 4e                      | 33                      | 26                      | 13                      | 7                       | 6                       | 54                      | 35                      | +19                     | Demi-finales            | —                       | —                       |
| 1949             | 1re                     | 6e                      | 40                      | 34                      | 15                      | 10                      | 9                       | 62                      | 45                      | +17                     | Quarts de finale        | —                       | —                       |
| 1950             | 1re                     | 3e                      | 47                      | 36                      | 20                      | 7                       | 9                       | 78                      | 50                      | +28                     | Huitièmes de finale     | —                       | —                       |
| 1951             | 1re                     | 2e                      | 36                      | 28                      | 15                      | 6                       | 7                       | 59                      | 36                      | +23                     | Seizièmes de finale     | —                       | —                       |
| 1952             | 1re                     | 4e                      | 16                      | 13                      | 5                       | 6                       | 2                       | 19                      | 12                      | +7                      | Huitièmes de finale     | —                       | —                       |
| 1953             | 1re                     | 2e                      | 27                      | 20                      | 11                      | 5                       | 4                       | 39                      | 24                      | +15                     | Quarts de finale        | —                       | —                       |
| 1954             | 1re                     | 8e                      | 23                      | 24                      | 9                       | 5                       | 10                      | 38                      | 47                      | -9                      | Seizièmes de finale     | —                       | —                       |
| 1955             | 1re                     | 9e                      | 16                      | 22                      | 6                       | 4                       | 12                      | 25                      | 36                      | -11                     | Quarts de finale        | —                       | —                       |
| 1956             | 1re                     | 8e                      | 20                      | 22                      | 8                       | 4                       | 10                      | 42                      | 46                      | -4                      | —                       | —                       | —                       |
| 1957             | 1re                     | 7e                      | 21                      | 22                      | 8                       | 5                       | 9                       | 27                      | 33                      | -6                      | Quarts de finale        | —                       | —                       |
| 1958             | 1re                     | 9e                      | 19                      | 22                      | 8                       | 3                       | 11                      | 34                      | 55                      | -21                     | Huitièmes de finale     | —                       | —                       |
| 1959             | 1re                     | 3e                      | 27                      | 22                      | 12                      | 3                       | 7                       | 48                      | 33                      | +15                     | —                       | —                       | —                       |
| 1960             | 1re                     | 8e                      | 36                      | 30                      | 14                      | 8                       | 8                       | 67                      | 44                      | +23                     | Finale                  | —                       | —                       |
| 1961             | 1re                     | 7e                      | 33                      | 30                      | 13                      | 7                       | 10                      | 50                      | 30                      | +20                     | Huitièmes de finale     | —                       | —                       |
| 1962             | 1re                     | 3e                      | 28                      | 22                      | 10                      | 8                       | 4                       | 29                      | 20                      | +9                      | Huitièmes de finale     | —                       | —                       |
| 1963             | 1re                     | 5e                      | 47                      | 38                      | 17                      | 13                      | 8                       | 56                      | 42                      | +14                     | Seizièmes de finale     | —                       | —                       |
| 1964             | 1re                     | 1er                     | 46                      | 32                      | 18                      | 10                      | 4                       | 48                      | 30                      | +18                     | Huitièmes de finale     | —                       | —                       |
| 1965             | 1re                     | 6e                      | 36                      | 32                      | 12                      | 12                      | 8                       | 37                      | 30                      | +7                      | Demi-finales            | —                       | —                       |
| 1966             | 1re                     | 7e                      | 40                      | 36                      | 13                      | 14                      | 9                       | 47                      | 34                      | +13                     | Seizièmes de finale     | —                       | —                       |
| 1967             | 1re                     | 3e                      | 45                      | 36                      | 16                      | 13                      | 7                       | 53                      | 33                      | +20                     | Huitièmes de finale     | —                       | —                       |
| 1968             | 1re                     | 7e                      | 45                      | 38                      | 16                      | 13                      | 9                       | 53                      | 29                      | +24                     | Huitièmes de finale     | —                       | —                       |
| 1969             | 1re                     | 3e                      | 36                      | 26                      | 12                      | 11                      | 3                       | 34                      | 17                      | +17                     | Seizièmes de finale     | —                       | —                       |
| 1970             | 1re                     | 4e                      | 36                      | 32                      | 14                      | 8                       | 10                      | 43                      | 30                      | +13                     | Finale                  | —                       | —                       |
| 1971             | 1re                     | 3e                      | 36                      | 30                      | 14                      | 8                       | 10                      | 33                      | 33                      | 0                       | Quarts de finale        | —                       | —                       |
| 1972             | 1re                     | 3e                      | 35                      | 30                      | 12                      | 11                      | 7                       | 41                      | 34                      | +7                      | Quarts de finale        | C3                      | Premier tour            |
| 1973             | 1re                     | 5e                      | 31                      | 30                      | 13                      | 5/2                     | 10                      | 42                      | 33                      | +9                      | Huitièmes de finale     | C3                      | Troisième tour          |
| 1974             | 1re                     | 9e                      | 30                      | 30                      | 8                       | 14                      | 8                       | 29                      | 34                      | -5                      | Demi-finales            | —                       | —                       |
| 1975             | 1re                     | 8e                      | 31                      | 30                      | 11                      | 9                       | 10                      | 32                      | 32                      | 0                       | Demi-finales            | —                       | —                       |
| 1976 (printemps) | 1re                     | 3e                      | 18                      | 15                      | 7                       | 4                       | 4                       | 18                      | 10                      | +8                      | Vainqueur               | —                       | —                       |
| 1976 (automne)   | 1re                     | 3e                      | 17                      | 15                      | 6                       | 5                       | 4                       | 16                      | 12                      | +4                      | Vainqueur               | C2                      | Deuxième tour           |
| 1977             | 1re                     | 2e                      | 39                      | 30                      | 13                      | 13                      | 4                       | 43                      | 26                      | +17                     | Seizièmes de finale     | C3                      | Troisième tour          |
| 1978             | 1re                     | 1er                     | 42                      | 30                      | 17                      | 8                       | 5                       | 45                      | 24                      | +21                     | Quarts de finale        | C3                      | Deuxième tour           |
| 1979             | 1re                     | 4e                      | 46                      | 34                      | 19                      | 12                      | 3                       | 54                      | 27                      | +27                     | Vainqueur               | C1                      | Deuxième tour           |
| 1980             | 1re                     | 4e                      | 39                      | 34                      | 16                      | 7                       | 11                      | 51                      | 32                      | +19                     | Finale                  | —                       | —                       |
| 1981             | 1re                     | 3e                      | 42                      | 34                      | 16                      | 10                      | 8                       | 62                      | 35                      | +27                     | Huitièmes de finale     | C2                      | Vainqueur               |
| 1982             | 1re                     | 4e                      | 41                      | 34                      | 16                      | 9                       | 9                       | 51                      | 47                      | +4                      | Demi-finales            | C2                      | Demi-finales            |
| 1982             | 1re                     | 4e                      | 41                      | 34                      | 16                      | 9                       | 9                       | 51                      | 47                      | +4                      | Demi-finales            | C3                      | Premier tour            |
| 1983             | 1re                     | 16e                     | 27                      | 34                      | 9                       | 9                       | 16                      | 41                      | 48                      | -7                      | Seizièmes de finale     | —                       | —                       |
| 1984             | 1re                     | 7e                      | 36                      | 34                      | 14                      | 8                       | 12                      | 36                      | 41                      | -5                      | Huitièmes de finale     | —                       | —                       |
| 1985             | 1re                     | 5e                      | 32                      | 34                      | 11                      | 10                      | 13                      | 34                      | 39                      | -5                      | Seizièmes de finale     | —                       | —                       |
| 1986             | 1re                     | 5e                      | 33                      | 30                      | 12                      | 9                       | 9                       | 36                      | 36                      | 0                       | Huitièmes de finale     | —                       | —                       |
| 1987             | 1re                     | 13e                     | 25                      | 30                      | 9                       | 7                       | 14                      | 31                      | 40                      | -9                      | Seizièmes de finale     | C3                      | Troisième tour          |
| 1988             | 1re                     | 14e                     | 23                      | 30                      | 9                       | 5                       | 16                      | 28                      | 37                      | -19                     | Quarts de finale        | —                       | —                       |
| 1989             | 1re                     | 11e                     | 25                      | 30                      | 6                       | 13                      | 11                      | 27                      | 32                      | -5                      | Demi-finales            | —                       | —                       |
| 1989             | 1re                     | 11e                     | 25                      | 30                      | 6                       | 13                      | 11                      | 27                      | 32                      | -5                      | Huitièmes de finale     | —                       | —                       |

#### Période géorgienne
| Saison    | Championnat | Championnat | Championnat | Championnat | Championnat | Championnat | Championnat | Championnat | Championnat | Championnat | Coupe de Géorgie    | Coupes d'Europe | Coupes d'Europe   |
| Saison    | Division    | Pos         | Pts         | J           | V           | N           | D           | BP          | BC          | Diff        | Coupe de Géorgie    | C               | Résultat          |
| --------- | ----------- | ----------- | ----------- | ----------- | ----------- | ----------- | ----------- | ----------- | ----------- | ----------- | ------------------- | --------------- | ----------------- |
| 1990      | 1re         | 1er         | 78          | 34          | 24          | 6           | 4           | 91          | 23          | +68         | Demi-finales        | —               | —                 |
| 1991      | 1re         | 1er         | 47          | 19          | 14          | 5           | 0           | 45          | 9           | +36         | —                   | —               | —                 |
| 1991-1992 | 1re         | 1er         | 87          | 38          | 27          | 6           | 5           | 115         | 41          | +74         | Vainqueur           | —               | —                 |
| 1992-1993 | 1re         | 1er         | 77          | 32          | 25          | 2           | 5           | 92          | 35          | +57         | Vainqueur           | —               | —                 |
| 1993-1994 | 1re         | 1er         | 94          | 38          | 31          | 1           | 6           | 130         | 45          | +85         | Vainqueur           | C1              | Tour préliminaire |
| 1994-1995 | 1re         | 1er         | 78          | 30          | 25          | 3           | 2           | 125         | 33          | +92         | Vainqueur           | C3              | Premier tour      |
| 1995-1996 | 1re         | 1er         | 79          | 30          | 25          | 4           | 1           | 109         | 16          | +93         | Vainqueur           | C3              | Premier tour Q    |
| 1996-1997 | 1re         | 1er         | 81          | 30          | 26          | 3           | 1           | 101         | 23          | +78         | Vainqueur           | C3              | Deuxième tour     |
| 1997-1998 | 1re         | 1er         | 71          | 30          | 24          | 4           | 2           | 86          | 15          | +71         | Finale              | C1              | Deuxième tour Q   |
| 1998-1999 | 1re         | 1er         | 77          | 30          | 24          | 5           | 1           | 91          | 17          | +74         | Huitièmes de finale | C3              | Premier tour      |
| 1999-2000 | 1re         | 3e          | 58          | 28          | 16          | 10          | 2           | 57          | 16          | +41         | Demi-finales        | C1              | Premier tour Q    |
| 2000-2001 | 1re         | 3e          | 62          | 32          | 18          | 8           | 6           | 65          | 29          | +36         | Quarts de finale    | CI              | Premier tour      |
| 2001-2002 | 1re         | 3e          | 63          | 32          | 19          | 6           | 7           | 57          | 20          | +37         | Demi-finales        | C3              | Premier tour      |
| 2002-2003 | 1re         | 1er         | 76          | 32          | 24          | 4           | 4           | 67          | 15          | +52         | Vainqueur           | C3              | Premier tour      |
| 2003-2004 | 1re         | 3e          | 65          | 32          | 19          | 8           | 5           | 64          | 18          | +46         | Vainqueur           | C1              | Premier tour Q    |
| 2004-2005 | 1re         | 1er         | 75          | 36          | 23          | 6           | 7           | 73          | 27          | +46         | Huitièmes de finale | C3              | Phase de groupes  |
| 2005-2006 | 1re         | 3e          | 64          | 30          | 20          | 4           | 6           | 61          | 22          | +39         | Quarts de finale    | C1              | Deuxième tour Q   |
| 2006-2007 | 1re         | 2e          | 62          | 26          | 20          | 2           | 4           | 57          | 19          | +38         | Quarts de finale    | CI              | Deuxième tour     |
| 2007-2008 | 1re         | 1er         | 70          | 26          | 23          | 1           | 2           | 67          | 18          | +49         | Demi-finales        | C3              | Deuxième tour Q   |
| 2008-2009 | 1re         | 2e          | 63          | 30          | 19          | 6           | 5           | 70          | 21          | +49         | Vainqueur           | C1              | Deuxième tour Q   |
| 2009-2010 | 1re         | 2e          | 74          | 36          | 22          | 8           | 6           | 62          | 19          | +43         | Finale              | C3              | Troisième tour Q  |
| 2010-2011 | 1re         | 2e          | 72          | 36          | 21          | 9           | 6           | 55          | 22          | +33         | Quarts de finale    | C3              | Troisième tour Q  |
| 2011-2012 | 1re         | 4e          | 62          | 36          | 17          | 11          | 8           | 64          | 32          | +32         | Huitièmes de finale | C3              | Barrages Q        |
| 2012-2013 | 1re         | 1er         | 78          | 32          | 24          | 6           | 2           | 88          | 23          | +65         | Vainqueur           | —               | —                 |
| 2013-2014 | 1re         | 1er         | 68          | 32          | 21          | 5           | 6           | 67          | 23          | +44         | Vainqueur           | C1              | Troisième tour Q  |
| 2013-2014 | 1re         | 1er         | 68          | 32          | 21          | 5           | 6           | 67          | 23          | +44         | Vainqueur           | C3              | Barrages Q        |
| 2014-2015 | 1re         | 3e          | 58          | 30          | 17          | 7           | 6           | 56          | 28          | +28         | Vainqueur           | C1              | Deuxième tour Q   |
| 2015-2016 | 1re         | 1er         | 76          | 30          | 25          | 1           | 4           | 74          | 29          | +45         | Vainqueur           | C3              | Barrages Q        |
| 2016      | 1re         | 4e          | 23          | 15          | 7           | 6           | 2           | 18          | 6           | +12         | Demi-finales        | C1              | Troisième tour Q  |
| 2016      | 1re         | 4e          | 23          | 15          | 7           | 6           | 2           | 18          | 6           | +12         | Demi-finales        | C3              | Barrages Q        |
| 2017      | 1re         | 2e          | 75          | 36          | 23          | 6           | 7           | 79          | 29          | +50         | Demi-finales        | —               | —                 |
| 2018      | 1re         | 2e          | 69          | 36          | 21          | 6           | 9           | 73          | 38          | +35         | Demi-finales        | C3              | Premier tour Q    |
| 2019      | 1re         | 1er         | 75          | 36          | 23          | 6           | 7           | 70          | 31          | +39         | Huitièmes de finale | C3              | Troisième tour Q  |
| 2020      | 1re         | 1er         | 40          | 18          | 12          | 4           | 2           | 33          | 9           | +24         | Huitièmes de finale | C1              | Premier tour Q    |
| 2020      | 1re         | 1er         | 40          | 18          | 12          | 4           | 2           | 33          | 9           | +24         | Huitièmes de finale | C3              | Troisième tour Q  |
| 2021      | 1re         | 2e          | 70          | 36          | 21          | 7           | 8           | 59          | 28          | +31         | Seizièmes de finale | C1              | Premier tour Q    |
| 2021      | 1re         | 2e          | 70          | 36          | 21          | 7           | 8           | 59          | 28          | +31         | Seizièmes de finale | C4              | Deuxième tour Q   |
| 2022      | 1re         | 1er         | 80          | 36          | 24          | 8           | 4           | 73          | 29          | +44         | Demi-finales        | C4              | Premier tour Q    |
| 2023      | 1re         | 2e          | 71          | 36          | 21          | 8           | 7           | 93          | 49          | +44         | Quarts de finale    | C1              | Premier tour Q    |
| 2023      | 1re         | 2e          | 71          | 36          | 21          | 8           | 7           | 93          | 49          | +44         | Quarts de finale    | C4              | Deuxième tour Q   |
| 2024      | 1re         | 7e          | 39          | 36          | 9           | 12          | 15          | 33          | 44          | -11         | Finale              | C4              | Premier tour Q    |

### Bilan européen
| Compétition              | Titres | P  | M   | V  | N  | D  | BP  | BC  | Diff. |
| ------------------------ | ------ | -- | --- | -- | -- | -- | --- | --- | ----- |
| Ligue des champions (C1) | -      | 14 | 41  | 13 | 5  | 23 | 52  | 63  | -11   |
| Coupe des coupes (C2)    | 1      | 3  | 21  | 11 | 3  | 7  | 30  | 17  | +13   |
| Ligue Europa (C3)        | -      | 24 | 100 | 45 | 15 | 40 | 137 | 152 | -15   |
| Ligue Conférence (C4)    | -      | 4  | 8   | 1  | 1  | 6  | 9   | 17  | -8    |
| Coupe Intertoto          | -      | 2  | 6   | 2  | 2  | 2  | 12  | 8   | +4    |
| Total                    | 1      | 47 | 176 | 72 | 26 | 78 | 240 | 257 | -17   |

## Infrastructures
Le club est résident du stade Boris Paichadze, situé à Tbilissi. Construit en 1976, ce stade peut contenir 55 000 spectateurs, et est nommé ainsi en l'honneur d'une des légendes du club, Boris Paichadze.

## Personnalités du club

### Entraîneurs
Le premier entraîneur à remporter le championnat soviétique avec le Dinamo Tbilissi est Gavriil Kachalin, ancien sélectionneur de l'équipe d'Union soviétique, en 1964.
Cependant l'entraîneur le plus célèbre du club est Nodar Akhalkatsi. Il dirige de 1975 à 1983 (puis en 1985-1986) l'équipe première du Dinamo, à laquelle il fait pratiquer un jeu vif et technique grâce auquel le club remporte le championnat soviétique en 1978, la coupe d'Union soviétique à deux reprises (en 1976 et 1980) et enfin la Coupe d'Europe des vainqueurs de coupe en 1981.
Liste des entraîneurs du club,, :
- Grigol Pachulia (1935-1936)
- Jules Limbeck (juin 1936-février 1937)
- Alekseï Sokolov (ru) (1937-juillet 1939)
- Mikhaïl Boutoussov (en) (1939-1940)
- Mikhaïl Minaïev (ru) (1940-1941)
- Alekseï Sokolov (ru) (1942-mai 1945)
- Andreï Jordania (ru) (1945-1947)
- Mikhaïl Berdzenichvili (ru) (1948)
- Mikhaïl Minaïev (ru) (janvier 1949-mai 1949)
- Alekseï Sokolov (ru) (mai 1949-juillet 1950)
- Mikhail Yakushin (août 1950-août 1953)
- Boris Paichadze (1953-1954)
- Andreï Jordania (ru) (janvier 1955-août 1955)
- Gaioz Jejelava (en) (1956-1957)
- Vassili Sokolov (1958)
- Andreï Jordania (ru) (1959-1961)
- Nestor Chkhatarachvili (uk) (1962)
- Mikhail Yakushin (juillet 1962-avril 1964)
- Gavriil Kachalin (1964-1965)
- Aleksandr Kotrikadze (ru) (1966)
- Viatcheslav Soloviov (1967-1968)
- Givi Chokheli (1969-1970)
- Gavriil Kachalin (1971-1972)
- Aleksandr Kotrikadze (ru) (1973)
- Givi Chokheli (janvier 1974-juillet 1974)
- Mikhail Yakushin (août 1974-1975)
- Nodar Akhalkatsi (1976-1983)
- David Kipiani (janvier 1984-août 1985)
- Nodar Akhalkatsi (août 1985-1986)
- Kakhi Asatiani (janvier 1987-août 1987)
- German Zonine (septembre 1987-décembre 1988)
- David Kipiani (1989-1991)
- Revaz Dzodzouachvili (1992)
- Givi Nodia (1992-décembre 1994)
- Sergo Kutivadze (en) (décembre 1994-février 1995)
- David Kipiani (juillet 1995-1998)
- Nodar Akobia (1998)
- Mourtaz Khourtsilava (avril 1998-mai 1999)
- Johan Boskamp (1999)
- Otar Korgalidze (en) (août 1999-juin 2000)
- Jemal Chimakadze (2000)
- Revaz Arveladze (en) (2000-2001)
- Gocha Tkebuchava (en) (2001)
- Givi Nodia (2001)
- Ivo Šušak (en) (2002-2004)
- Gia Geguchadze (ru) (2004-2005)
- Kakhaber Tskhadadze (mars 2005-janvier 2006)
- Andreï Tchernychov (janvier 2006-mai 2006)
- Kakhaber Kacharava (en) (juin 2006-juillet 2006)
- Dušan Uhrin (juillet 2006-mai 2008)
- Rainer Zobel (juin 2008-mars 2009)
- Kakhaber Kacharava (en) (mars 2009-mai 2011)
- Tamaz Samkharadze (2011)
- Álex García (en) (2011-2012)
- Giorgi Devdariani (2012)
- Nestor Mumladze (2012)
- Dušan Uhrin Jr. (juin 2012-décembre 2013)
- Malkhaz Jvania (décembre 2013-mai 2014)
- Michal Bílek (juin 2014-juillet 2014)
- Kakhaber Gogichaishvili (en) (2014-2015)
- Gia Geguchadze (mai 2015-janvier 2016)
- Juraj Jarábek (en) (janvier 2016-septembre 2016)
- Vyacheslav Hroznyi (en) (octobre 2016-février 2017)
- Kakhaber Kacharava (en) (février 2017-novembre 2018)
- Zaur Svanadze (en) (novembre 2018-décembre 2018)
- Félix Vicente (janvier 2019-décembre 2019)
- Kakhaber Chkhetiani (en) (décembre 2019-)

### Joueurs emblématiques

Légende des premières années du Dinamo, Boris Paichadze donne son nom au stade du club, tandis qu'une statue à son effigie est placée devant l'entrée.

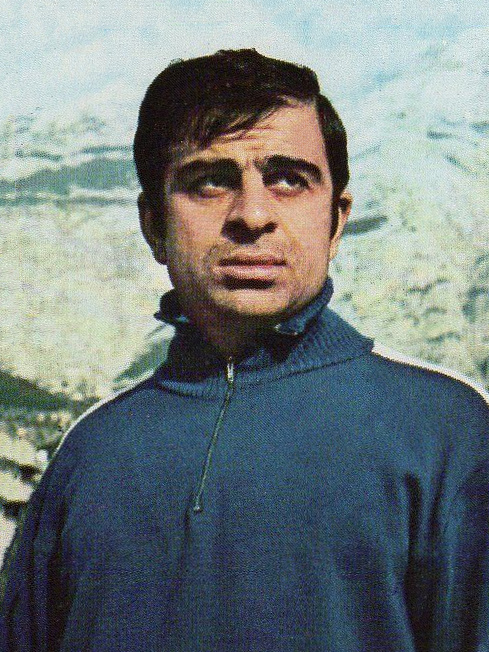
Mourtaz Khourtsilava est désigné Joueur en or de la Géorgie par l'UEFA en 2003.

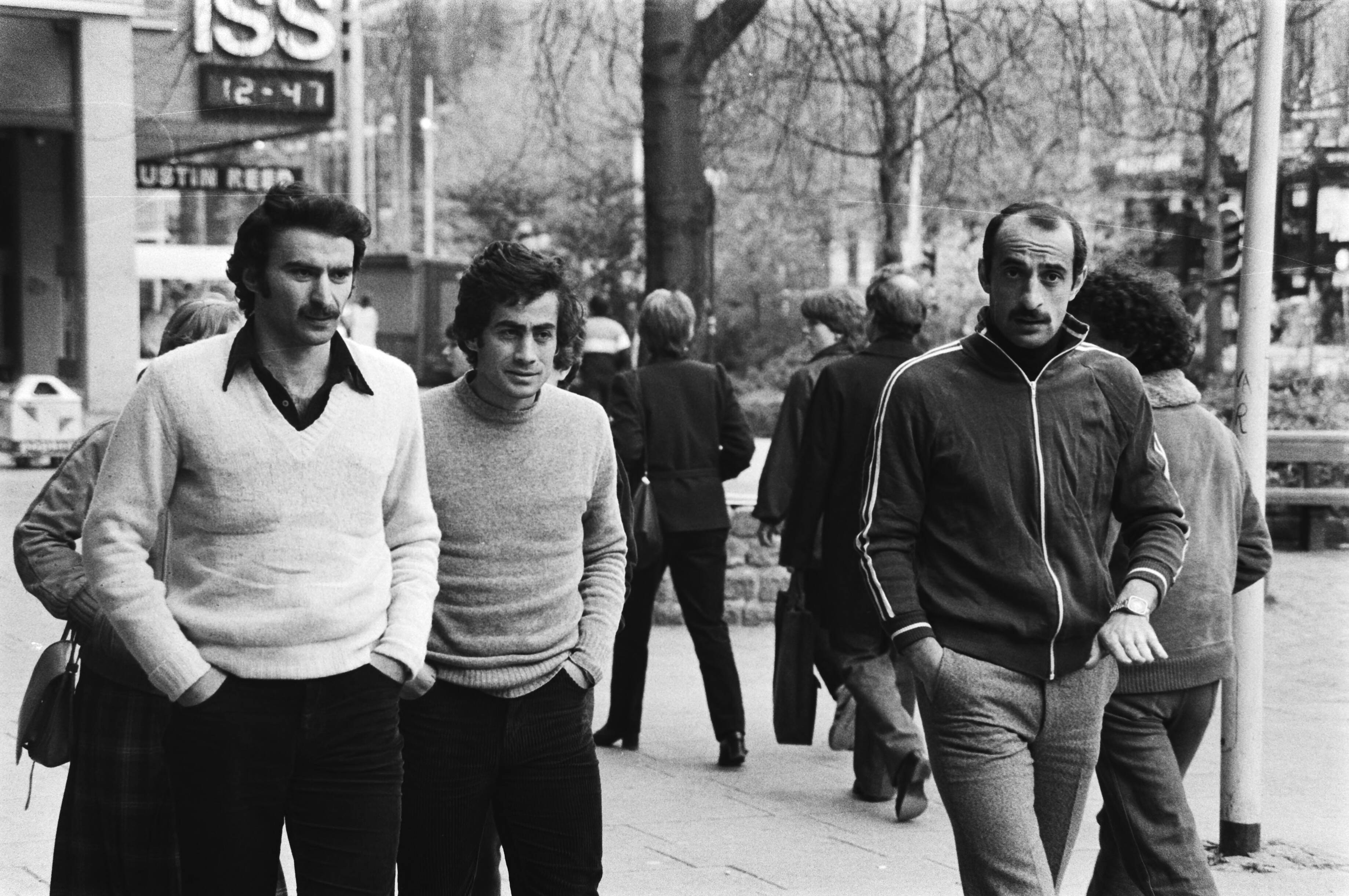
Aleksandr Tchivadze, Vladimir Gutsaev et David Kipiani (de gauche à droite) sont trois figures marquantes du Dinamo des années 1970 et 1980 qui remporte la Coupe des coupes en 1981.

La liste suivante présente les joueurs ayant obtenu des distinctions individuelles notables durant leur passage au club.
| Nom                   | Période au club     | Performances |
| --------------------- | ------------------- | --- |
| Boris Paichadze       | 1936-1951           | Club Grigori Fedotov (ru). Meilleur buteur du championnat soviétique en 1937. |
| Gaioz Jejelava        | 1937-1948           | Équipe-type du championnat soviétique en 1938. |
| Avtandil Gogoberidze  | 1945-1961           | Club Grigori Fedotov. Meilleur buteur du championnat soviétique en 1951. Équipe-type du championnat soviétique à trois reprises entre 1951 et 1954.                                                                        |
| Zaur Kaloyev          | 1953-1957 1959-1964 | Club Grigori Fedotov. Meilleur buteur du championnat soviétique en 1959 et 1960. |
| Shota Iamanidze       | 1954-1967           | Équipe-type du championnat soviétique en 1964. |
| Mikheil Meskhi        | 1954-1969           | Équipe-type du championnat soviétique à six reprises entre 1959 et 1965. |
| Sergueï Kotrikadze    | 1955-1968 1970      | Gardien de but soviétique de l'année en 1962. |
| Givi Chokheli         | 1956-1965           | Équipe-type du championnat soviétique en 1961 et 1962. |
| Guram Tskhovrebov     | 1957-1958 1964-1970 | Équipe-type du championnat soviétique en 1967. |
| Ilya Datunashvili     | 1959-1967           | Meilleur buteur du championnat soviétique en 1966. |
| Mourtaz Khourtsilava  | 1961-1975           | Joueur en or de l'UEFA. Équipe-type du championnat soviétique à cinq reprises entre 1968 et 1973. |
| Slava Metreveli       | 1963-1971           | Club Grigori Fedotov. Équipe-type du championnat soviétique à trois reprises entre 1964 et 1968. |
| Kakhi Asatiani        | 1965-1975           | Équipe-type du championnat soviétique en 1967 et 1970. |
| Georgi Gavasheli      | 1967-1975           | Meilleur buteur du championnat soviétique en 1968. |
| Givi Nodia            | 1967-1975           | Club Grigori Fedotov. Meilleur buteur du championnat soviétique en 1970. Équipe-type du championnat soviétique entre 1969 et 1970.                                                                                         |
| Manuchar Machaidze    | 1967-1980           | Équipe-type du championnat soviétique en 1978 et 1979. |
| David Gogia           | 1968-1969 1972-1979 | Équipe-type du championnat soviétique en 1978. |
| Revaz Dzodzouachvili  | 1968-1976           | Équipe-type du championnat soviétique à quatre reprises entre 1969 et 1973. |
| David Kipiani         | 1969 1971-1982      | Club Grigori Fedotov. Footballeur soviétique de l'année en 1977. Équipe-type du championnat soviétique en 1977 et 1978. |
| Shota Khinchagashvili | 1970-1982           | Équipe-type du championnat soviétique en 1976 et 1977. |
| Vladimir Gutsaev      | 1971-1986           | Équipe-type du championnat soviétique à trois reprises entre 1972 et 1979. |
| Aleksandr Tchivadze   | 1974-1987           | Footballeur soviétique de l'année en 1980. Équipe-type du championnat soviétique à sept reprises entre 1979 et 1986. |
| Vitali Daraselia      | 1975-1982           | Équipe-type du championnat soviétique en 1981. |
| Tamaz Kostava         | 1977-1982           | Équipe-type du championnat soviétique en 1978. |
| Otar Gabelia          | 1977-1982 1985-1990 | Gardien de but soviétique de l'année en 1979. |
| Ramaz Shengelia       | 1977-1988           | Footballeur soviétique de l'année en 1978 et 1981. Club Grigori Fedotov. Meilleur buteur de la Coupe des coupes en 1982. Meilleur buteur du championnat soviétique en 1981. Équipe-type du championnat soviétique en 1981. |
| Tenguiz Soulakvelidze | 1978-1988           | Équipe-type du championnat soviétique à trois reprises entre 1980 et 1984. |
| Guia Gourouli         | 1982-1988 1989-1990 | Meilleur buteur du championnat géorgien en 1990. |
| Temuri Ketsbaia       | 1987-1991           | Footballeur géorgien de l'année en 1990. |
| Georgi Kinkladze      | 1991-1995           | Footballeur géorgien de l'année en 1993. |
| Guia Gourouli         | 1994-1997           | Meilleur buteur du championnat géorgien en 1997. |
| Levan Khomeriki       | 1995-1998           | Meilleur buteur du championnat géorgien en 1998. |
| Mikheil Khutsishvili  | 1997 2000 2006-2008 | Meilleur buteur du championnat géorgien en 2008. |
| Levan Melkadze        | 1998-1999 2003-2006 | Meilleur buteur du championnat géorgien en 2005. |
| Mikhaïl Ashvetia      | 1998-2000           | Meilleur buteur du championnat géorgien en 1999. |
| Robert Zirakishvili   | 1999-2001           | Meilleur buteur du championnat géorgien en 2001. |
| Sandro Iashvili       | 2003-2004 2005-2007 | Meilleur buteur du championnat géorgien en 2007. |
| Jaba Dvali            | 2004-2007 2012-2014 | Meilleur buteur du championnat géorgien en 2006 et 2012. |
| Giorgi Merebashvili   | 2005-2010 2012-2014 | Footballeur géorgien de l'année en 2010. |
| Xisco                 | 2011-2014           | Meilleur buteur du championnat géorgien en 2013 et 2014. |
| Budu Zivzivadze       | 2012-2014 2018      | Meilleur buteur du championnat géorgien en 2018. |
| Giorgi Kvilitaia      | 2015-2016           | Meilleur buteur du championnat géorgien en 2016. |

### Effectif actuel
Effectif à jour au 18 mai 2024.
| N° | Nat.                   | Poste | Nom du joueur           |
| -- | ---------------------- | ----- | ----------------------- |
| 1  | Drapeau de la Géorgie  | G     | Giorgi Loria            |
| 12 | Drapeau de la Géorgie  | G     | Mate Sauri              |
| 36 | Drapeau de la Géorgie  | G     | Papuna Beruashvili      |
| 37 | Drapeau de la Géorgie  | G     | Mikheil Makatsaria      |
| 3  | Drapeau de la Géorgie  | D     | Aleksandre Kalandadze   |
| 4  | Drapeau de la Géorgie  | D     | Luka Salukvadze         |
| 21 | Drapeau de l'Espagne   | D     | Kike Cadete             |
| 22 | Drapeau de la Géorgie  | D     | Temur Gognadze          |
| 26 | Drapeau de la Géorgie  | D     | Shota Kverenchkhiladze  |
| 27 | Drapeau de la Géorgie  | D     | Nikoloz Ugrekhelidze    |
| 31 | Drapeau de la Géorgie  | D     | Giorgi Maisuradze       |
| 35 | Drapeau du Nigeria     | D     | Sunday Haruna           |
| 38 | Drapeau de la Géorgie  | D     | Saba Kharebashvili      |
| 40 | Drapeau du Nigeria     | D     | Joshua Akpudje          |
| 5  | Drapeau de la Géorgie  | M     | Aleksandre Peikrishvili |
| 6  | Drapeau de la Géorgie  | M     | Nodar Lominadze         |
| 8  | Drapeau de la France   | M     | Dominique Simon         |
| 13 | Drapeau de la Lituanie | M     | Daniel Romanovskij      |
| 14 | Drapeau du Tadjikistan | M     | Alisher Shukurov        |
| 16 | Drapeau de la Géorgie  | M     | Levan Osikmashvili      |
| 23 | Drapeau de la Géorgie  | M     | Giorgi Moistsrapishvili |
| –  | Drapeau de la Géorgie  | M     | Tsotne Berelidze        |
| 7  | Drapeau de la Géorgie  | A     | Vakhtang Salia          |
| 9  | Drapeau de la Géorgie  | A     | Jaduli Iobashvili       |
| 11 | Drapeau de la Géorgie  | A     | Saba Samushia           |
| 17 | Drapeau de la Géorgie  | A     | Nika Sikharulashvili    |
| 18 | Drapeau du Guatemala   | A     | Óscar Santis            |
| 19 | Drapeau de la Géorgie  | A     | Davit Gotsiridze        |
| 30 | Drapeau de la Géorgie  | A     | Tornike Okriashvili     |
| 33 | Drapeau de la Géorgie  | A     | Vasilios Gordeziani     |
| –  | Drapeau de la Géorgie  | A     | Tornike Kirkitadze      |

## Culture populaire
Sous l'ère soviétique, le club était considéré par la population de la Géorgie comme un symbole national, comme pouvait l'être le Dinamo Kiev pour les Ukrainiens. La victoire face à Liverpool en coupe d'Europe en 1979, devant environ 100 000 spectateurs, ou le premier match de championnat géorgien, disputé en 1990 devant près de 100 000 spectateurs réunis au stade national, sont représentatifs de l'engouement qu'a pu provoquer le club dans le pays.

## Identité visuelle

Ancien logo.
Logo actuel.